# Damien Le Tallec
Damien Le Tallec (Poissy, 1990. április 19. –) francia labdarúgó, a Sochaux csatára. Bátyja Anthony Le Tallec, unokatestvére Florent Sinama Pongolle.

## Sikerei, díjai
- Borussia Dortmund
  - Német bajnok: 2010–11
- Red Star Belgrade
  - Szerb bajnok:  2015–16, 2017–18